# Горбунова, Татьяна Игоревна
Татьяна Игоревна Горбунова (23 января 1990, Набережные Челны) — российская гимнастка, член национальной сборной России (с 2005 года). Олимпийская чемпионка 2008 года. Чемпионка мира 2007 года, чемпионка Европы 2008 года.

## Биография
С трех лет занималась спортивной гимнастикой у тренера Светланы Алексеевны Лебединской.
С 1996 г. начала заниматься художественной гимнастикой в г. Ростов-на-Дону у Заслуженного тренера России Адель Владимировны Есиповой. А затем в Москве в Центре олимпийской подготовки у ведущих тренеров страны Златы и Ольги Тулубаевых, Амины Зариповой, Ирины Зеновка, Натальи Орловой.
Одним из ее тренеров была Наталья Кукушкина.
В 2005 г. вошла в состав сборной команды страны, где тренировалась у Заслуженных тренеров России Ирины Александровны Винер-Усмановой и Валентины Алексеевны Иваницкой.
В 2007 г. стала обладательницей трех золотых медалей Чемпионата мира по групповым упражнениям в Греции (г. Патры).
В 2008 г. завоевала две золотые медали Чемпионата Европы в групповых упражнениях в Италии (г. Турин).
Победитель Игр XXIX Олимпиады в Пекине (2008) в групповых упражнениях.
Выступала за спортивные объединения «Юность России» (г. Ростов-на-Дону) и МГФСО (г. Москва).
В 2007 г. с отличием закончила Московского специальное спортивное училище Олимпийского резерва № 1.
В 2012 г. с красным дипломом окончила Южный федеральный университет, факультет физической культуры и спорта.
Студентка Московского Государственного университета им. М. В. Ломоносова, факультет государственного управления.
С 2009 г. по 2012 г. - Ведущий специалист Всероссийской федерации художественной гимнастики.
С 2012 г. по 2016 г. - Ответственный секретарь Всероссийской федерации художественной гимнастики.
С 2016 г. по настоящее время - Вице-президент Всероссийской федерации художественной гимнастики.
С 1 октября 2013 г. по настоящее время - Директор Специализированной школы олимпийского резерва и Центра олимпийской подготовки по художественной гимнастике Московского городского физкультурно-спортивного объединения "МГФСО" Москомспорта.

## Награды и звания
- Орден Дружбы — За большой вклад в развитие физической культуры и спорта, высокие спортивные достижения на Играх XXIX Олимпиады 2008 года в Пекине[2]
- Заслуженный мастер спорта России